# Fresnoy-le-Luat
Fresnoy-le-Luat est une commune française située dans le département de l'Oise en région Hauts-de-France.

## Géographie

### Description

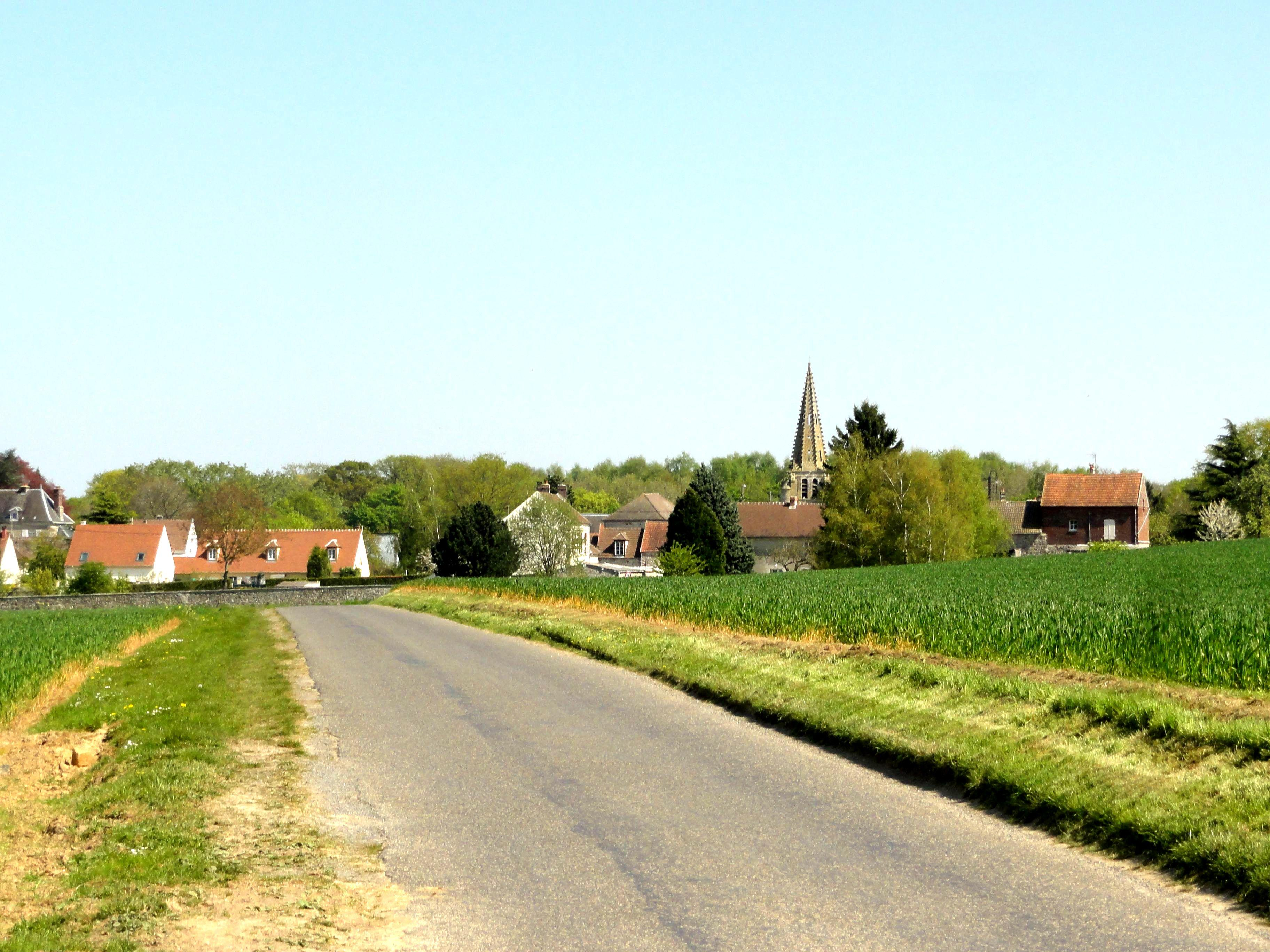
Vue générale depuis l'ouest.

Fresnoy-le-Luat est un village périurbain picard du Valois (région) situé au sud-est du département de lʼOise, au milieu d'un triangle formé par Crépy-en-Valois à 9 km à l'est, Senlis à 13 km à l'ouest et Nanteuil-le-Haudouin à 9 km au sud, au pied du versant nord de la chaîne de collines appelée la montagne de Rosières.
Le territoire communal est tangenté au nord par l'ancienne route nationale 324 (actuelle RD 1324) qui relie notamment Senlis à Crépy-en-Valois. La route départementale 100 passé à l'ouest du territoire communal sur un axe nord-sud qui permet d'accéder à l'Autoroute A1. Fresnoy-le-Luat se trouve à 39 km du pôle d'emplois du secteur de l'aéroport de Paris-Charles-de-Gaulle. La Route nationale 2 permet également de connecter Fresnoy-le-Luat à Soissons.
La ligne de chemin de fer à grande vitesse LGV Nord traverse du nord au sud la commune. Un quai de secours y est aménagé.
Fresnoy-le-Luat fait partie du Parc naturel régional Oise-Pays de France.
Le territoire communal a une superficie de 1 150 hectares.

### Communes limitrophes
| Rully       |                 | Trumilly            |
| Montépilloy | Fresnoy-le-Luat | Auger-Saint-Vincent |
| Baron       |                 | Rosières            |

### Géologie et relief
Le territoire communal de Fresnoy-le-Luat se trouve dans une zone de transition entre le plateau du Valois, constitué notamment par des caillasses calcaires grossières du Lutétien et le Multien, formé de calcaires de Saint-Ouen. La cuesta qui les relie est constituée d'un versant sableux issu des sables d'Auvers.
Le nord du territoire communal est caractérisée par un faible relief, assez régulier, alors qu'en allant vers le sud, on trouve le bois de la Muette montant jusqu'au lieu-dit La Montagne
sur la commune de Rosières. Au nord et nord-est, se trouve la rivière Sainte-Marie et les prémisses de la vallée de l'Automne. Vers l'ouest, on descend légèrement vers la vallée de l'Aunette.
Le point culminant du territoire communal se situe au cœur du bois de l'Enceinte, à 149 m d'altitude. Les pentes des coteaux amorçant le plateau de Rosières au sud sont abruptes, avec une variation d'une cinquantaine de mètres d'altitude à la limite de Rosières. A l'ouest de la commune, l'altimétrie diminue et retrouve des valeurs proches de 100 m avec des
bosquets et de nombreux champs.
Le plateau céréalier et calcaire présente peu de relief et est légèrement incliné du sud vers le nord et d'ouest en est, avec une altimétrie variant entre 95 m au nord-est et 110 m au sud-ouest, traversé par quelques talwegs qui collectent et concentrent les eaux pluviales vers la rivièreSainte-Marie ou la vallée de l'Aunette.
Il n'existe pas de cours d'eau sur le territoire communal.
La partie au nord de la commune est constituée de « limon des plateaux», qui est la formation géologique la plus présente sur les plateaux agricoles de l'Oise. Toutefois, une fine partie du plateau agricole est composée des « calcaires de Champigny ». Vers le sud, la majeure partie de la commune, centrale et contenant les trois hameaux se compose de « sables de Fontainebleau », moins propices à l'exploitation agricole des sols et expliquant le couvert forestier. L'extrême sud du territoire est constituée de « calcaires de Saint-Ouen ».

### Hydrographie
La commune est située dans le bassin Seine-Normandie. Elle n'est drainée par aucun cours d'eau,.

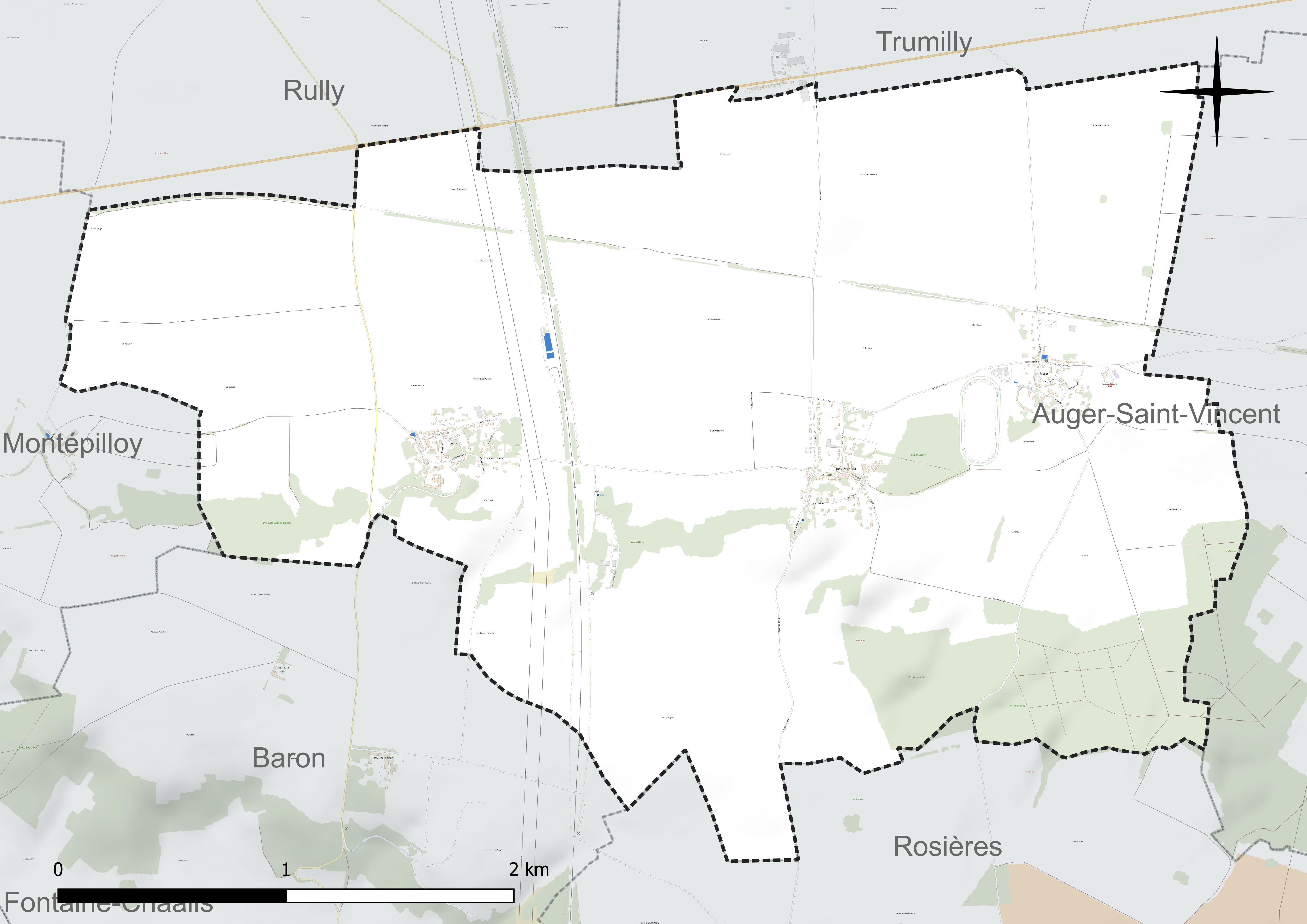
Réseau hydrographique de Fresnoy-le-Luat.

### Climat
Pour des articles plus généraux, voir Climat des Hauts-de-France et Climat de l'Oise.
En 2010, le climat de la commune est de type climat océanique dégradé des plaines du Centre et du Nord, selon une étude du CNRS s'appuyant sur une série de données couvrant la période 1971-2000. En 2020, Météo-France publie une typologie des climats de la France métropolitaine dans laquelle la commune est dans une zone de transition entre le climat océanique et le climat océanique altéré et est dans la région climatique Nord-est du bassin Parisien, caractérisée par un ensoleillement médiocre, une pluviométrie moyenne régulièrement répartie au cours de l'année et un hiver froid (3 °C).
Pour la période 1971-2000, la température annuelle moyenne est de 10,7 °C, avec une amplitude thermique annuelle de 14,9 °C. Le cumul annuel moyen de précipitations est de 713 mm, avec 10,6 jours de précipitations en janvier et 8,5 jours en juillet. Pour la période 1991-2020, la température moyenne annuelle observée sur la station météorologique la plus proche, située sur la commune du Plessis-Belleville à 13 km à vol d'oiseau, est de 11,4 °C et le cumul annuel moyen de précipitations est de 661,7 mm,. Pour l'avenir, les paramètres climatiques de la commune estimés pour 2050 selon différents scénarios d'émission de gaz à effet de serre sont consultables sur un site dédié publié par Météo-France en novembre 2022.

### Paysages
Selon l'Atlas des paysages de l'Oise, Fresnoy-le-Luat fait partie de l'entité paysagère du Valois-Multien.
La topographie communale constituée topographie d'un plateau agricole et d'une butte boisée génère un paysage varié. Toutefois, on ne note pas à Fresnoy-le-Luat de points de
vue sur des perspectives lointaines, puisque les points hauts du territoire sont occupées par le massif forestier qui génère un paysage fermé, tandis que le plateau agricole offre des
paysages ouverts mais avec peu de relief.
Globalement, le territoire communal est dpnc divisé en trois bandes paysagères différentes :
- Au nord se trouvent les terrains agricoles, traversés de routes parsemées de bosquets et d'arbres de bordure ;
- Dans la bande centrale, on trouve les trois hameaux de Ducy, Fresnoy et du Luat, principalement entourés de bosquets et d'arbres plus isolés. Des bois les relient et forment une continuité écologique parallèle à la route qui relie les trois villages en les traversant.
- Les boisements, particulièrement variés, alternant entre un mélange de feuillus à dominante de chênaie. jouent un rôle significatif dans le maintien du sol en cas de ruissellement.

## Urbanisme

### Typologie
Au 1er janvier 2024, Fresnoy-le-Luat est catégorisée commune rurale à habitat dispersé, selon la nouvelle grille communale de densité à sept niveaux définie par l'Insee en 2022.
Elle est située hors unité urbaine. Par ailleurs la commune fait partie de l'aire d'attraction de Paris, dont elle est une commune de la couronne,.

### Occupation des sols
L'occupation des sols de la commune, telle qu'elle ressort de la base de données européenne d'occupation biophysique des sols Corine Land Cover (CLC), est marquée par l'importance des territoires agricoles (85,6 % en 2018), une proportion identique à celle de 1990 (85,6 %). La répartition détaillée en 2018 est la suivante :
terres arables (83 %), forêts (9,6 %), zones urbanisées (4,8 %), zones agricoles hétérogènes (2,6 %). L'évolution de l'occupation des sols de la commune et de ses infrastructures peut être observée sur les différentes représentations cartographiques du territoire : la carte de Cassini (XVIIIe siècle), la carte d'état-major (1820-1866) et les cartes ou photos aériennes de l'IGN pour la période actuelle (1950 à aujourd'hui).

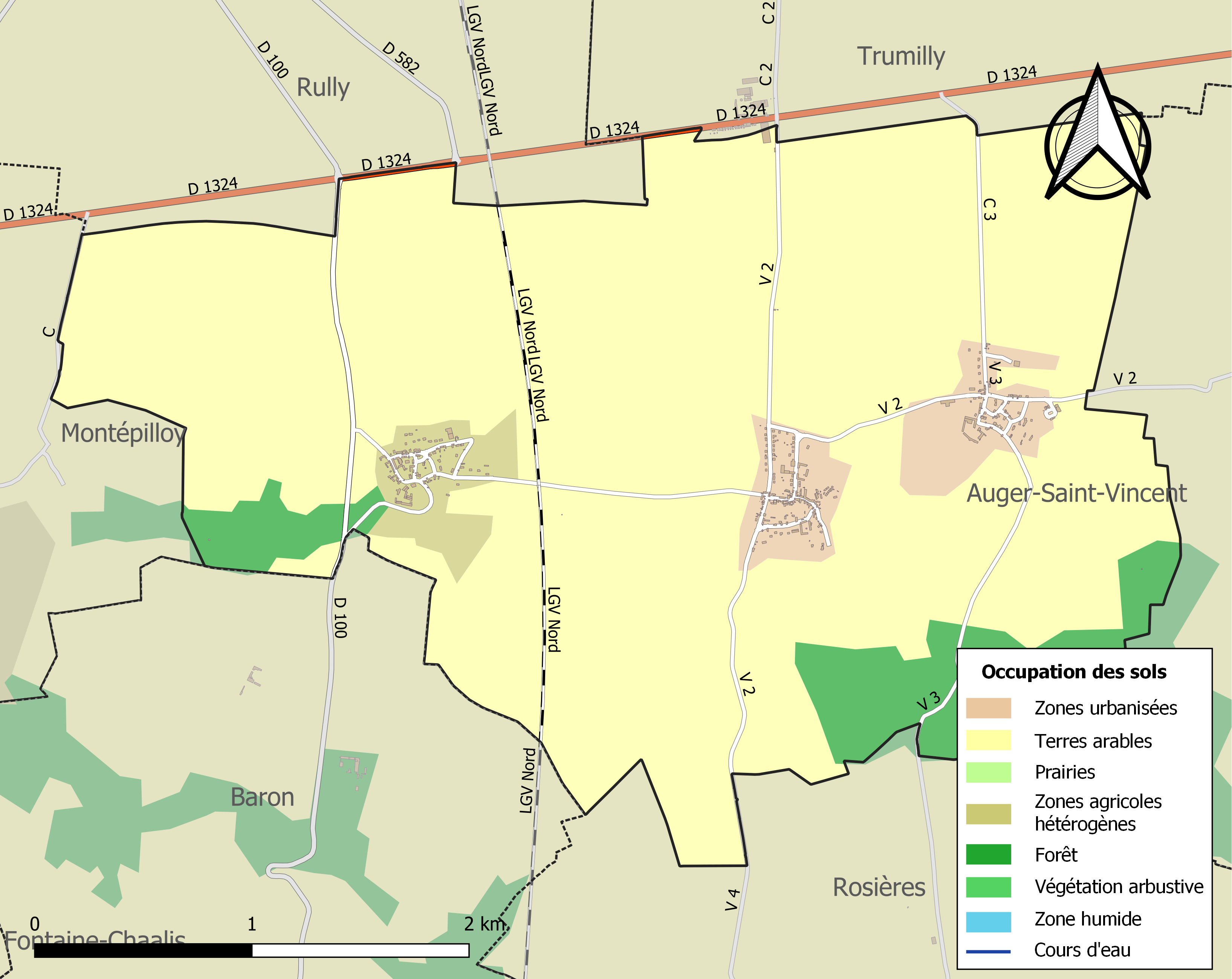
Carte des infrastructures et de l'occupation des sols de la commune en 2018 (CLC).

### Lieux-dits, hameaux et écarts
La commune se compose de trois villages distincts, et sensiblement de même envergure : Fresnoy-le-Luat, au centre ; le Luat, à l'est, et Ducy, à l'ouest. Leur fusion date de 1825.

### Habitat et logement
En 2019, le nombre total de logements dans la commune était de 213, alors qu'il était de 199 en 2014 et de 187 en 2009.
Parmi ces logements, 90,7 % étaient des résidences principales, 4,4 % des résidences secondaires et 4,9 % des logements vacants. Ces logements étaient pour 99 % d'entre eux des maisons individuelles et pour 1 % des appartements.
Le tableau ci-dessous présente la typologie des logements à Fresnoy-le-Luat en 2019 en comparaison avec celle de l'Oise et de la France entière. Une caractéristique marquante du parc de logements est ainsi une proportion de résidences secondaires et logements occasionnels (4,4 %) supérieure à celle du département (2,4 %) mais inférieure à  celle de la France entière (9,7 %). Concernant le statut d'occupation de ces logements, 87 % des habitants de la commune sont propriétaires de leur logement (86,2 % en 2014), contre 61,4 % pour l'Oise et 57,5 pour la France entière.
| Typologie                                               | Fresnoy-le-Luat | Oise | France entière |
| ------------------------------------------------------- | --------------- | ---- | -------------- |
| Résidences principales (en %)                           | 90,7            | 90,4 | 82,1           |
| Résidences secondaires et logements occasionnels (en %) | 4,4             | 2,4  | 9,7            |
| Logements vacants (en %)                                | 4,9             | 7,1  | 8,2            |

### Voies de communication et transports
La commune est desservie, en 2023, par les lignes 6421 et 6442 du réseau interurbain de l'Oise.

## Toponymie
Le nom de la localité est attesté sous les formes de Fraxino (1143) ; « entre fresnel et le luat » (1377) ; apud Fresnellum juxta Luatum (XVe) ; Fresnel le luat (1458) ; Fresnel lez luat (1516) ; Fresnay le luat (1553) ; Fresnello les Luatz (XVIe) ; « village de fresnoy appellé le luat » (1577) ; Fresnoy lez Louatz (1667) ; le Frenoy (1711) ; Fresnoy le loir (1722) ; Frenoy le Lûa (1728) ; Frenoy le Luat (1764) ; Fresnoy lès Luas (1787) ; Fresnoy lès Saint-Mard (1787) ; Fresnoy lès Louats (XVIIIe) ; Fresnoy-le-Luat (XIXe).

Fresnoy est un toponyme français, forme picarde du français frênaie, issu du latin fraxinetum.
Le-Luat, ancien hameau de la commune, est attesté sous les formes Johannes miles de Luat (1195) ; Petrum de Luat (vers 1200) ; Bartholomaeum de lueto (vers 1200) ; Philippus de lueto (vers 1200) ; Luath (1206) ; damoisel de Luast (1285) ; de luato (1362) ; le luat (XIVe) ; juxta Luatum (XVe) ; Louatz (1667) ; le Louats (1667) ; le Luats (1711) ; le loir (1722) ; le Lûa (1728) ; le Luat (1764) ; Luas (1787) ; Luat (1952).

Dérivé du latin lucus, du bas latin luatum et du vieux français luat, luet, « bois sacré, puis bois » ou « lande ».

## Histoire
La commune, instituée par la Révolution française, absorbe en 1825 celles de Ducy et du Luat.

## Politique et administration

### Rattachements administratifs et électoraux

#### Rattachements administratifs
La commune se trouve dans l'arrondissement de Senlis du département de l'Oise.
Elle faisait partie depuis 1793 du canton de Nanteuil-le-Haudouin. Dans le cadre du redécoupage cantonal de 2014 en France, cette circonscription administrative territoriale a disparu, et le canton n'est plus qu'une circonscription électorale.

#### Rattachements électoraux
Pour les élections départementales, la commune fait partie depuis 2014 d'un nouveau  canton de Nanteuil-le-Haudouin
Pour l'élection des députés, elle fait partie de la quatrième circonscription de l'Oise.

### Intercommunalité
Fresnoy-le-Luat était membre de la communauté de communes du Pays du Coquelicot, un établissement public de coopération intercommunale (EPCI) à fiscalité propre créé fin 1996 et auquel la commune avait transféré un certain nombre de ses compétences, dans les conditions déterminées par le code général des collectivités territoriales.

### Liste des maires
| Période                                  | Période                        | Identité                       | Étiquette | Qualité                                                           |
| ---------------------------------------- | ------------------------------ | ------------------------------ | --------- | ----------------------------------------------------------------- |
| Les données manquantes sont à compléter. |                                |                                |           |                                                                   |
| 1800                                     | 1832                           | Félix René Périer              |           |                                                                   |
| 1832                                     |                                | Victor René Périer             |           |                                                                   |
| Les données manquantes sont à compléter. |                                |                                |           |                                                                   |
| avant 1880                               |                                | Florentin Alexandre Parmentier |           |                                                                   |
| Les données manquantes sont à compléter. |                                |                                |           |                                                                   |
| avant 1995                               | juillet 2020                   | Daniel Bourgois                |           | Retraité des entreprises publiques Réélu pour le mandat 2014-2020 |
| juillet 2020                             | En cours (au 16 décembre 2022) | Stéphane Péters                |           | Cadre                                                             |

## Équipements et services publics

### Eau et déchets
Un captage d'eau potable se trouve entre Ducy et Fresnoy.

### Enseignement
Les enfants de la commune sont scolarisés avec ceux d'Auger-Saint-Vincent, Trumilly et Rocquemont dans le cadre d'un regroupement pédagogique intercommunal. L'école de la commune, maternelle, a été construite au hameau du Luat en 2012 et 2013, en remplacement de locaux vétustes et inadaptés situés en mairie.

## Population et société

### Démographie

#### Évolution démographique
L'évolution du nombre d'habitants est connue à travers les recensements de la population effectués dans la commune depuis 1793. Pour les communes de moins de 10 000 habitants, une enquête de recensement portant sur toute la population est réalisée tous les cinq ans, les populations de référence des années intermédiaires étant quant à elles estimées par interpolation ou extrapolation. Pour la commune, le premier recensement exhaustif entrant dans le cadre du nouveau dispositif a été réalisé en 2007.

En 2022, la commune comptait 547 habitants, en évolution de +7,25 % par rapport à 2016 (Oise : +0,87 %, France hors Mayotte : +2,11 %).
| 1793 | 1800 | 1806 | 1821 | 1831 | 1836 | 1841 | 1846 | 1851 |
| ---- | ---- | ---- | ---- | ---- | ---- | ---- | ---- | ---- |
| 128  | 138  | 165  | 163  | 389  | 399  | 379  | 370  | 359  |

| 1856 | 1861 | 1866 | 1872 | 1876 | 1881 | 1886 | 1891 | 1896 |
| ---- | ---- | ---- | ---- | ---- | ---- | ---- | ---- | ---- |
| 345  | 362  | 343  | 369  | 383  | 399  | 409  | 347  | 341  |

| 1901 | 1906 | 1911 | 1921 | 1926 | 1931 | 1936 | 1946 | 1954 |
| ---- | ---- | ---- | ---- | ---- | ---- | ---- | ---- | ---- |
| 317  | 360  | 377  | 332  | 350  | 338  | 353  | 357  | 322  |

| 1962 | 1968 | 1975 | 1982 | 1990 | 1999 | 2006 | 2007 | 2012 |
| ---- | ---- | ---- | ---- | ---- | ---- | ---- | ---- | ---- |
| 288  | 254  | 277  | 278  | 376  | 430  | 469  | 475  | 504  |

| 2017 | 2022 | - | - | - | - | - | - | - |
| ---- | ---- | - | - | - | - | - | - | - |
| 503  | 547  | - | - | - | - | - | - | - |

#### Pyramide des âges
La population de la commune est relativement jeune.
En 2018, le taux de personnes d'un âge inférieur à 30 ans s'élève à 35,0 %, soit en dessous de la moyenne départementale (37,3 %). À l'inverse, le taux de personnes d'âge supérieur à 60 ans est de 18,2 % la même année, alors qu'il est de 22,8 % au niveau départemental.
En 2018, la commune comptait 236 hommes pour 269 femmes, soit un taux de 53,27 % de femmes, largement supérieur au taux départemental (51,11 %).
Les pyramides des âges de la commune et du département s'établissent comme suit.
| Hommes | Classe d’âge | Femmes |
| ------ | ------------ | ------ |
| 0,0    | 90 ou +      | 0,8    |
| 2,6    | 75-89 ans    | 5,0    |
| 15,5   | 60-74 ans    | 12,5   |
| 27,7   | 45-59 ans    | 18,0   |
| 23,8   | 30-44 ans    | 24,9   |
| 14,8   | 15-29 ans    | 10,4   |
| 15,6   | 0-14 ans     | 28,5   |

| Hommes | Classe d’âge | Femmes |
| ------ | ------------ | ------ |
| 0,5    | 90 ou +      | 1,4    |
| 5,5    | 75-89 ans    | 7,6    |
| 15,6   | 60-74 ans    | 16,3   |
| 20,8   | 45-59 ans    | 20     |
| 19,4   | 30-44 ans    | 19,4   |
| 17,6   | 15-29 ans    | 16,2   |
| 20,6   | 0-14 ans     | 19,1   |

## Culture locale et patrimoine

### Lieux et monuments

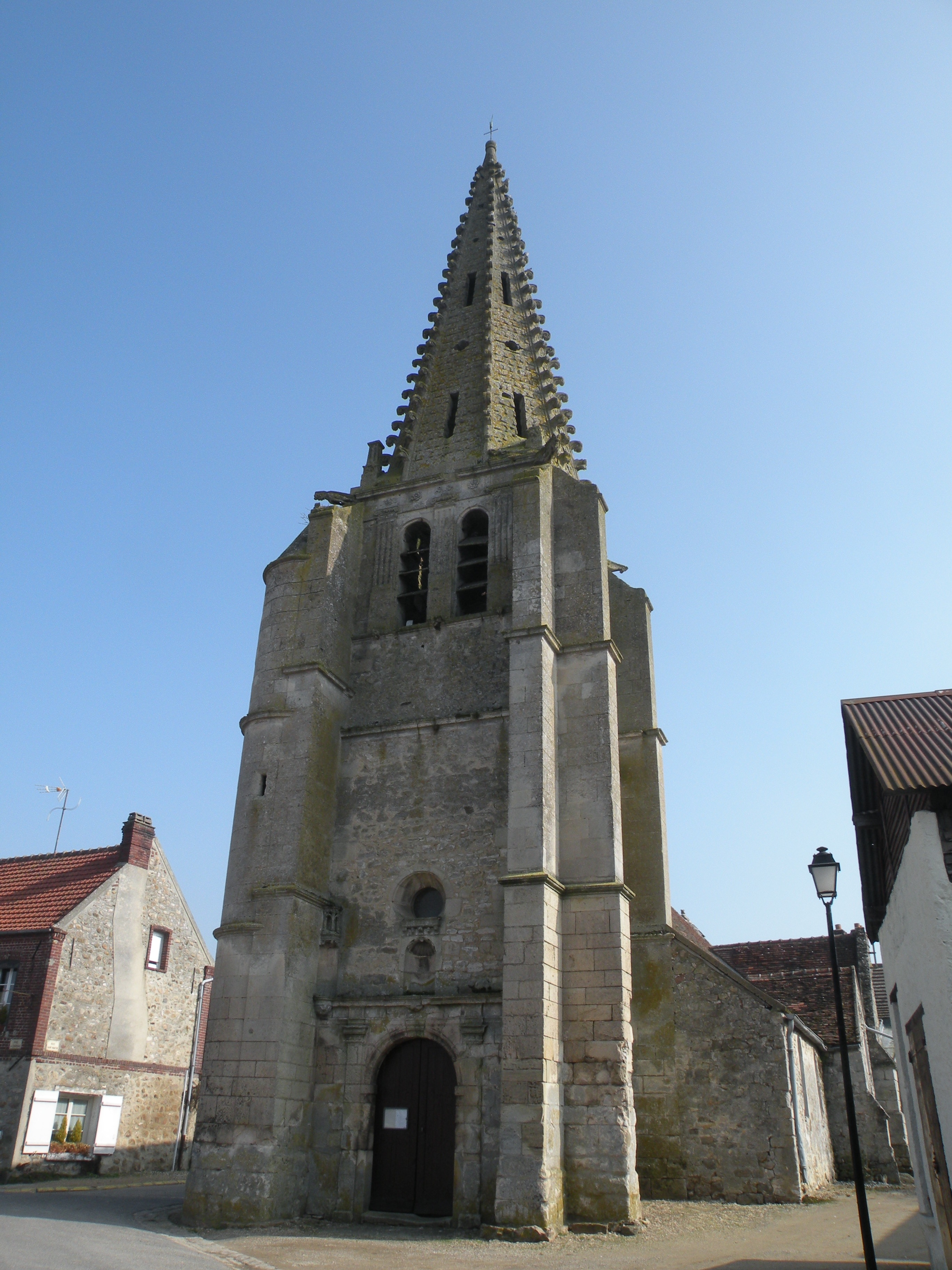
L'église Saint-Martin.

Fresnoy-le-Luat compte deux monuments historiques sur son territoire :
- Église Saint-Martin de Fresnoy (clocher inscrit monument historique en 1928[29]). L'église est bâtie au XIIIe siècle, et remaniée de manière importante au XVIe siècle, dans un style gothique flamboyant[30]
- Église Saint-Jean-l'Evangéliste du Luat (inscrite monument historique en 1928[31]). Ses parties visibles datent des XVe – XVIe siècles[32].

On peut également signaler :
- Chapelle Saint-Maurice de Ducy. L'ancienne église paroissiale date du XIIe siècle et a été remaniée au XIVe siècle[33],[34].